# Gisela Kinzel
Gisela Kinzel (República Federal Alemana, 17 de mayo de 1961) es una atleta alemana retirada especializada en la prueba de 4x400 m, en la que ha conseguido ser subcampeona europea en 1986.

## Carrera deportiva
En el Campeonato Europeo de Atletismo de 1986 ganó la medalla de plata en los relevos 4x400 metros, con un tiempo de 3:22.80 segundos, llegando a meta tras Alemania del Este y por delante de Polonia (bronce).
Al año siguiente, en el Campeonato Europeo de Atletismo en Pista Cubierta de 1987 ganó la plata en los 400 metros, con un tiempo de 52.29 segundos, tras la soviética Mariya Pinigina y por delante de la española Cristina Pérez.